# Brachytritus hieroglyphicus
Brachytritus hieroglyphicus là một loài bọ cánh cứng trong họ Cerambycidae.